# Asilus tangeri
Asilus tangeri là một loài ruồi trong họ Asilidae. Asilus tangeri được Walker miêu tả năm 1855. Loài này phân bố ở vùng Cổ Bắc giới.